# Nothing Is Promised
Nothing Is Promised è un singolo del produttore statunitense Mike Will Made It e della cantante barbadiana Rihanna, il primo estratto dal suo primo album in studio, Ransom 2. Pubblicato il 3 giugno 2016.

## Tracce
1. Nothing Is Promised (feat. Rihanna) – 2:50 (Michael Williams II, A. Hogan, N. Wilburn, Robyn Fenty)

## Classifiche
| Classifica (2016) | Posizione massima |
| ----------------- | ----------------- |
| Francia           | 25                |
| Nuova Zelanda     | 47                |
| Regno Unito       | 64                |
| Spagna            | 32                |
| Stati Uniti       | 75                |
| Stati Uniti (R&B) | 26                |